# Evangelion (альбом)
Evangelion (с греч. — «Распространение слова Божьего», или «Распространение благой вести») — девятый студийный альбом польской блэк-дэт-метал группы Behemoth, выпущен 7 августа 2009 года в Европе на лейбле Nuclear Blast Records и 11 августа 2009 в США на лейбле Metal Blade Records.
Альбом Evangelion дебютировал на 56 месте в Billboard 200. В США альбом Evangelion в первую неделю релиза был распродан в количестве 8500 тыс. экземпляров. Это третий альбом группы Behemoth, который включает песню на польском языке («Lucifer»).
Издатели альбома Evangelion получили ряд положительных отзывов от музыкальных критиков. В течение двух недель релиза в США, альбом был продан тиражом 13 000 копий. В ноябре 2009 года, альбом стал золотым, продажи в Польше составили 15 000 копий. Evangelion было присвоено звание альбома года журналом Terrorizer.
В феврале 2010 года Evangelion был номинирован на польской музыкальной премии Фредерик в категориях: «специальный выпуск — лучший графический дизайн» и «альбом года».

## Запись альбома
В январе 2009 года, группа была на заключительном этапе процесса записи и репетиции альбома. Behemoth приехали в студию Радио-Гданьск в Польше 16 февраля 2009 года, чтобы начать работу над альбомом. Группе удалось выявить Даниэля Бергстрэнда из Meshuggah, In Flames, Dark Funeral, чтобы помочь сделать запись ударных партий на альбоме. Даниэл Бергстрэнд использовал некоторые нетрадиционные методы для записи ударных, он использовал 22 канала для записи ударных, они звучат очень органично и в то же время естественно — мощно и агрессивно. В комнате для записи использовалось два атмосферных микрофона, которые играли очень большую роль в записи.
К концу марта группа заканчивала запись гитарных партий для альбома, с помощью Войцеха и Славомира Веславских в студии Hertz. В течение пяти дней они закончили три песни и записали три партии ритм-гитары, после которой они записали бас-гитару, соло-гитару и вокал.
В начале мая, была закончена запись, и 12 мая Nergal полетел в Соединённое Королевство, где ему удалось нанять Колина Ричардсона, чтобы свести альбом в студии Miloco, в Лондоне. Группа и раньше пыталась работать с этим специалистом на своём предыдущем альбоме The Apostasy, но тогда не удалось нанять его для сведения альбома.
Мастеринг альбома Evangelion был сделан американским инженером Тэдом Енсеном, он ранее работал с такими исполнителями как Metallica, Nickelback и Green Day. Мастеринг был проведён в Стерлинг Studios в Нью-Йорке в США.

## Отзывы критиков
Положительные отзывы об альбоме были опубликованы ещё до его официального выхода многими критиками и рецензентами разных изданий.
По рецензии Марека Свирковича:
... Музыкальное содержание альбома Evangelion это удивительное разнообразие и богатство идей. Использование духовых инструментов и восточных ситар на альбоме, клавишных партии в исполнении Кшиштова «Siegmar» Олоса. В общем, альбом более богат и музыкально разнообразен, чем его предшественники.
Критики также подчеркнули, естественное звучание песен и высокое качество записи и работу музыкальных продюсеров Даниеля Бергстранда и Колина Ричардсона. Рецензенты также отметили превосходную технику игры на ударных «Inferno».

## Бонусные материалы

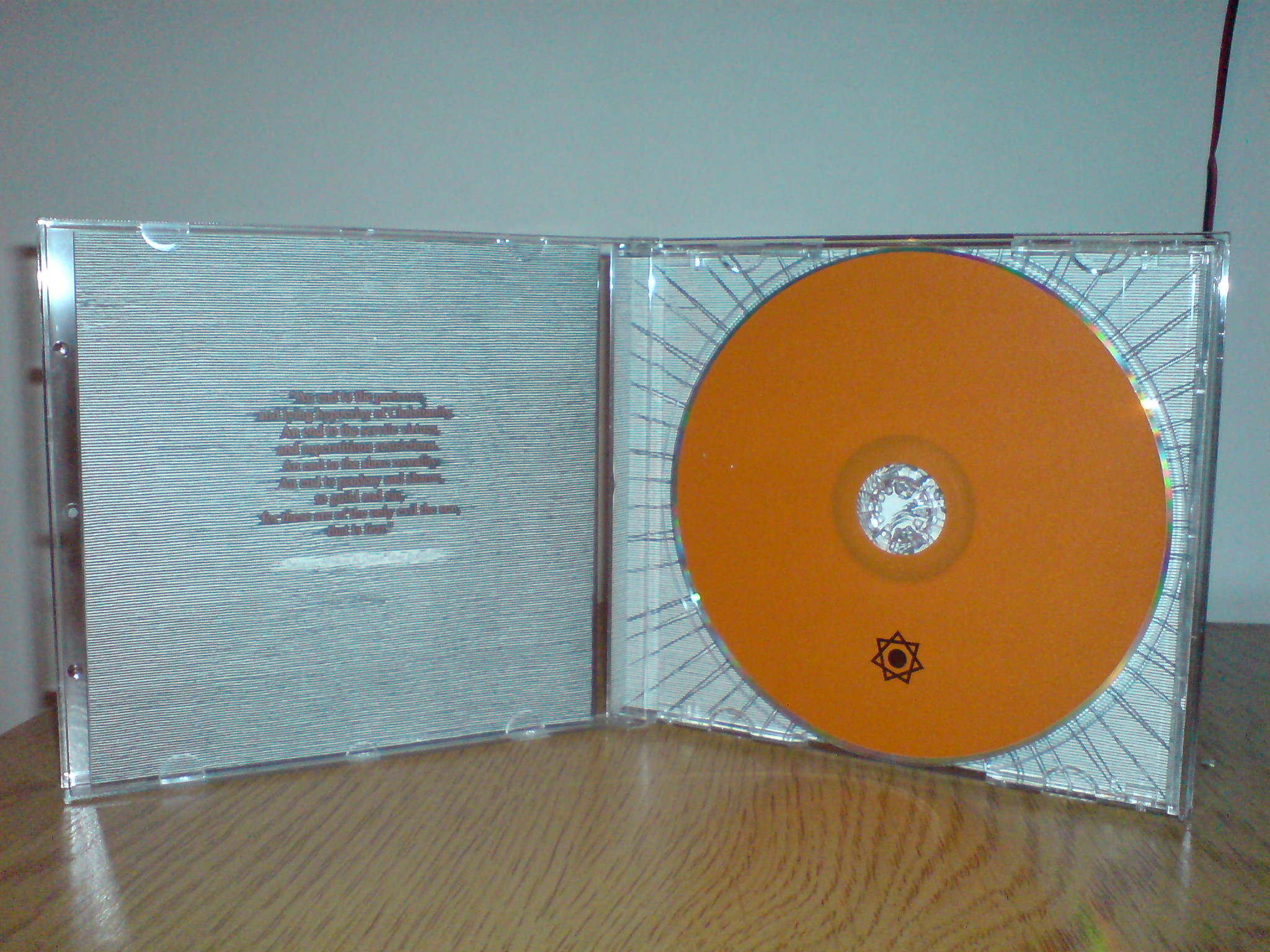
Обложка и диск Evangelion

Альбом был выпущен также как диджипак с сопровождающим бонус DVD диском к альбому Evangelion под названием «The Making of Evangelion» где показывается запись и создание альбома и также фото сессия для обложки альбома.
В качестве содействия альбому было снято видео на песню «Ov Fire And The Void». Премьера видео состоялась 6 августа 2009 года. Через день после премьеры видео было удалено с Youtube. Цензурная версия была опубликована в тот же день. Оригинальная версия видео была размещена на официальном сайте лейбла Metal Blade Records и на портале Onet.pl.
Осенью Behemoth отправились на гастроли в Польше под названием Новый Evangelia 2009. Вместе с группами Black River, Azarath и Hermh. Концертный тур начался 24 сентября 2009 года в Белостоке, Польша, и закончился 4 октября в Гданьске. Группа сыграла концерты в таких городах, как Люблин, Жешув, Краков, Катовице, Вроцлав, Лодзь, Познань, Торунь.

## Музыка и слова
Музыка для всех песен сочинена Адамом «Nergal» Дарским, он также написал большинство текстов. Исключение составляют песни «Lucifer» — стихотворение Тадеуша Мичинского и «Transmigrating Beyond Realms ov Amenti» и «Defiling Morality ov Black God», пишет Адам «Nergal» Дарский с Кшиштофом Азаревичем. Кроме того Кшиштоф Азаревич является автором текста — «The Seed ov I». В буклете альбома присутствует многочисленные цитаты, таких авторов как: Алистер Кроули, Марсель Пруст, Жан Жене, Джон Бэланс и Жан-Поль Сартр.
Открывающая песня альбома «Daimonos», в ней был использован отрывок гимна Дионису. Комментарий к альбому, входящий в буклет альбома: «Текст, в основном сосредоточен на изучении аспектов дионисийской дихотомии Apollo/Dionizos: хаос, пьянство, празднование, пение природы и прославление чрезмерной полноты жизни». Песня «Shemhamforash» является аббревиатурой для нумерации 216 буквы имени бога, которое зачитал средневековый каббалист в Книге Исхода.

## Список композиций
| №  | Название                                 | Текст песни                    | Музыка       | Длительность |
| -- | ---------------------------------------- | ------------------------------ | ------------ | ------------ |
| 1. | «Daimonos»                               | Адам Дарский                   | Адам Дарский | 5:15         |
| 2. | «Shemhamforash»                          | Адам Дарский                   | Адам Дарский | 3:56         |
| 3. | «Ov Fire and the Void»                   | Адам Дарский                   | Адам Дарский | 4:27         |
| 4. | «Transmigrating Beyond Realms ov Amenti» | Кшиштоф Азаревич               | Адам Дарский | 3:27         |
| 5. | «He Who Breeds Pestilence»               | Адам Дарский                   | Адам Дарский | 5:41         |
| 6. | «The Seed ov I»                          | Адам Дарский, Кшиштоф Азаревич | Адам Дарский | 4:58         |
| 7. | «Alas, Lord Is Upon Me»                  | Адам Дарский                   | Адам Дарский | 3:15         |
| 8. | «Defiling Morality ov Black God»         | Адам Дарский, Кшиштоф Азаревич | Адам Дарский | 2:49         |
| 9. | «Lucifer»                                | Тадеуш Мичинский               | Адам Дарский | 8:06         |

| №   | Название                              | Длительность |
| --- | ------------------------------------- | ------------ |
| 10. | «Total Invasion (Killing Joke кавер)» | 5:28         |

## Бонусный DVD
1. «The Making of Evangelion» — 44:09
2. «Evangelion Photo Session» — 6:40

## Участники
- Behemoth
  - Адам «Nergal» Дарский — вокал, соло-гитара, акустическая гитара, синтезатор, программирование.
  - Томаш «Orion» Врублевский — бас-гитара, бэк-вокал
  - Збигнев Роберт «Inferno» Проминьский — ударные
  - Патрик «Seth» Штибер — ритм-гитара, бэк-вокал.
- Приглашенные музыканты и персонал
  - Кшиштоф «Siegmar» Олёсь — клавиши
  - Томаш «Ragaboy» Осецкий — ситар
  - Павел Гулиш — труба
  - Пётр Ковальковский — труба
  - Михал Щерба — рог
  - Богдан Квятек — тромбон
  - Лукаш Груба — туба
  - Борис «Hatefrost» Калюзный — бэк-вокал на Daimonos
  - Мацей «Manticore» Грушка — бэк-вокал на Daimonos
  - Даниель Бергстранд — ударные
  - Колин Ричардсон — сведение аудио
  - Аркадиуш «Malta» Мальчевский — звуковой инженер, бэк-вокал на Daimonos
  - Куба Маньковский — звуковой инженер
  - Войцех Веславский — запись гитар
  - Славомир Веславский — запись гитар
  - Ян Брыт — соло и вокал отслеживание
  - Томаш «Graal» Данилович — обложка
  - Тэд Енсен — мастеринг

## Позиции в чарте
Альбом — Billboard (Северная Америка)
| Год  | Чарт                       | Позиция |
| ---- | -------------------------- | ------- |
| 2009 | Billboard Top 200          | 55      |
| 2009 | Top Hard Rock Albums       | 5       |
| 2009 | Top Rock Albums            | 17      |
| 2009 | Top Independent Albums     | 5       |
| 2009 | Top Hard Music Albums      | 5       |
| 2009 | Top European Albums        | 56      |
| 2009 | Canadian Top 200           | 61      |
| 2009 | Canadian Independent Chart | 6       |
| 2009 | Canadian Hard Music Chart  | 10      |

| Год  | Чарт               | Позиция |
| ---- | ------------------ | ------- |
| 2009 | Польский чарт      | 1       |
| 2009 | Нидерландский чарт | 5       |
| 2009 | Финский чарт       | 17      |
| 2009 | Австралийский чарт | 45      |
| 2009 | Немецкий чарт      | 59      |
| 2009 | Швейцарский Чарт   | 88      |